# Municipio de Old Lycoming
El municipio de Old Lycoming  (en inglés: Old Lycoming Township) es un municipio ubicado en el condado de Lycoming en el estado estadounidense de Pensilvania. En el año 2000 tenía una población de 5.508 habitantes y una densidad poblacional de 225.2 personas por km².

## Geografía
El municipio de Old Lycoming se encuentra ubicado en las coordenadas 41°17′29″N 77°10′16″O / 41.29139, -77.17111.

## Demografía
Según la Oficina del Censo en 2000 los ingresos medios por hogar en la localidad eran de $39,852 y los ingresos medios por familia eran $46,429. Los hombres tenían unos ingresos medios de $37,116 frente a los $21,935 para las mujeres. La renta per cápita para la localidad era de $19,236. Alrededor del 8,2% de la población estaban por debajo del umbral de pobreza.